# Ghost Tropic
Ghost Tropic är ett studioalbum av Songs: Ohia, utgivet 2000.

## Låtlista
Alla låtar är skrivna av Jason Molina.
1. "Lightning Risked It All" – 5:39
2. "The Body Burned Away" – 5:35
3. "No Limits on the Words" – 5:21
4. "Ghost Tropic" – 2:36
5. "Ocean's Nerves" – 5:03
6. "Not Just a Ghost's Heart" – 12:02
7. "Ghost Tropic" – 3:09
8. "Incantation" – 11:53